# Neuve-Chapelle 1939-45 Cremation Memorial
Neuve-Chapelle 1939-45 Cremation Memorial is een begraafplaats gelegen in de Franse plaats Neuve-Chapelle (Pas-de-Calais). De militaire graven worden onderhouden door de Commonwealth War Graves Commission.
De begraafplaats telt 6 Commonwealth WW2 names commemorated.